# Vertesbergen
Vertesbergen (ungerska: Vértes hegység) är ett bergsområde i västra Ungern, som utgör en del av Ungerska mellanbergen.
Vértes sträcker sig 27,6 km i sydvästlig-nordostlig riktning. Den högsta toppen är Nagy-Csákány, 487 meter över havet.
Topografiskt ingår följande toppar i Vértes:
- Antal-hegy
- Csóka-hegy
- Dél-hegy
- Eperjes
- Gém-hegy
- Gránás-hegy
- Hajszabarna
- Haraszt-hegy
- Hosszú-hegy
- Hosszú-hegy
- Kopasz-hegy
- Kotló-hegy
- Kő-hegy
- Körtvélyes
- Lófő
- Márkus-hegy
- Mészáros-hegy
- Mészáros-hegy
- Nagy-bükk
- Nagy-bükk
- Nagy-Csákány
- Nagy-Somlyó
- Nagy-Széna-hegy
- Som-hegy
- Szarvas-hegy
- Széna-hegy
- Tábor-hegy
- Tamás-hegy
- Varga-hegy
- Vásár-hegy
- Zámolyi-bükk
- Zsidó-hegy
- Öreg-bükk
- Öreg-hegy